# Paulino Rivero
Paulino Rivero Baute (ur. 11 lutego 1952 w El Sauzal) – hiszpański i kanaryjski polityk, przewodniczący Koalicji Kanaryjskiej (1999–2007), poseł do Kongresu Deputowanych (1996–2007), od 2007 do 2015 prezydent Wysp Kanaryjskich.

## Życiorys
Ukończył studia na Universidad de La Laguna, po czym pracował jako nauczyciel. W 1979 został wybrany na urząd alkada rodzinnej miejscowości – obowiązki pełnił do 2007. Początkowo związany z Unią Demokratycznego Centrum, później z lokalnym ugrupowaniem Agrupación Tinerfeña de Independientes, które później przystąpiło do Koalicji Kanaryjskiej. Na początku lat 90. zasiadał w radzie wyspiarskiej Teneryfy. W 1996 został wybrany na posła VI kadencji Kongresu Deputowanych z okręgu Santa Cruz de Tenerife. Reelekcję uzyskiwał w 2000 i 2004. Przewodniczył komisji parlamentarnej ds. zamachów z 11 marca 2004.
Od 1999 stał na czele CC. W wyborach 2007 nominowany przez koalicję na kandydata na premiera Wysp Kanaryjskich. Po zawarciu porozumienia z Partią Ludową objął funkcję prezydenta wspólnoty autonomicznej, rezygnując z mandatu poselskiego i stanowiska przewodniczącego CC (na to ostatnie powrócił w 2012). Był ósmym premierem wysp od czasu przyznania im statutu autonomicznego oraz czwartych premierem z ramienia CC. Zakończył urzędowanie po wyborach regionalnych w 2015.